# Miguel Mbumba
Miguel Mbumba, född 21 september 2000 i Skövde, är en svensk handbollsspelare (vänsternia).

## Karriär
Mbumba är fostrad i IFK Skövde. Han deltog som ersättare för William Andersson Moberg när Sverige tog guld i U18-EM 2018.

## Meriter
- U18-EM 2018 med Sveriges U-19 herrlandslag i handboll